# Enel România
Enel România a fost unul dintre cei mai mari investitori privați în domeniul energetic din țară, cu operațiuni de furnizare și distribuție a energiei electrice, precum și producție de energie din surse regenerabile și soluții energetice avansate. Grupul Enel din România a fost condus de Carlo Pignoloni, CEO & Country Manager.
Grupul Enel este o companie multinațională fondată în Italia, ce activează în sectoarele de producție, distribuție și furnizare de energie electrică, precum și în sectorul gazelor naturale și al soluțiilor energetice inovatoare. În prezent, este listată ca fiind a 89-a cea mai mare companie din lume și cel mai mare grup integrat de utilități din Europa. Grupul Enel este prezent în peste 30 de țări și are, la nivel global, o echipă de 69.000 de oameni.
Enel România a fost achiziționată de către Compania PPC (companie) în octombrie 2023, transferul activităților și a capitalului către PPC încheindu-se în aprilie 2024.

## Istoric
În iulie 2004, Grupul Enel semnează contractul de privatizare pentru companiile de distribuție a energiei electrice - Electrica Banat și Electrica Dobrogea. Acesta a fost primul proces de privatizare finalizat de statul român, în sectorul de distribuție a energiei electrice. Compania finalizează achiziția unui pachet majoritar (51%) la Electrica Banat și Electrica Dobrogea, în aprilie 2005, și, un an mai târziu, în februarie 2006, Electrica Banat și Electrica Dobrogea devin Enel Electrica Banat și Enel Electrica Dobrogea.
În iunie 2006, Grupul Enel câștigă licitația pentru achiziția Electrica Muntenia Sud, iar în iulie 2007 semnează contractul de privatizare pentru Electrica Muntenia Sud; Enel devine acționarul majoritar al companiei. Tot atunci a avut loc separarea activităților de distribuție și de furnizare: Enel Electrica Banat și Enel Electrica Dobrogea fuzionează pentru a deveni Enel Energie, iar, în același timp, sunt înființate Enel Distribuție Banat, Enel Distribuție Dobrogea și Enel Servicii Comune.
În iunie 2008, achiziția Electrica Muntenia Sud este finalizată, iar un an mai târziu, în iulie 2009, activitățile Muntenia Sud sunt divizate, fiind astfel înființate Enel Energie Muntenia și Enel Distribuție Muntenia. 
În 2011, divizia Enel Green Power România deschide primul parc eolian, la Agighiol. 
La începutul anului 2016, companiile Enel din România adoptă noua identitate viuală globală, sub conceptul Open Power, iar la finalul aceluiași an companiile Enel Distribuție Banat, Enel Distribuție Dobrogea și Enel Distribuție Muntenia își schimbă numele și devin E-Distribuție Banat, E-Distribuție Dobrogea și E-Distribuție Muntenia.
La finalul anului 2018, are loc lansarea oficială a brandului Enel X pe piața mobilității electrice din România.
În 2019, Grupul Enel avea aproximativ 3.100 de angajați în România și oferă servicii unui număr de 3,1 milioane de clienți.

## Activitatea de furnizare
Cu o cotă de piață și un portofoliu semnificativ de clienți atât pe piața de energie reglementată, cât și pe cea liberă, Enel, prin companiile Enel Energie și Enel Energie Muntenia, a fost liderul pieței de furnizare de energie electrică din România (două millioane de clienți rezidențiali pe piața concurențială de furnizare de electricitate).
Compania a încheiat o serie de colaborări pentru a dezvolta servicii cu valoare adăugată: Enel Asistență, Enel Asistență+ pentru electricitate și Enel Asistență Gaz și Enel Asistență Gaz+ pentru gaze naturale (pachete de asistență tehnică pentru instalațiile interioare de utilizarea gazelor și electricității, reparații de lăcătușerie, reparații ale instalațiilor de încălzire a apei, verificare tehnică a instalației de gaz, intervenții de urgență la instalația de gaz și centrala termică), comercializare aparate de aer condiționat, boilere electrice și centrale termice. 
În 2020 Enel a trecut pe profit în România, ca urmare a evoluției pozitive a segmentului de furnizare. 

## Activitatea de producție
În sectorul de producție, Grupul Enel a activat prin Enel Green Power România, subsidiara locală a Enel Green Power dedicată dezvoltării și gestionării producției de energie din surse regenerabile în întreaga lume. În România, aceasta este responsabilă pentru toate activitățile grupului în materie de energie eoliană și solară, în regiunile Banat și Dobrogea - deținuse o capacitate instalată de 534 MW în cele 12 parcuri eoliene și fotovoltaice, ceea ce înseamnă 2% din producția de energie electrică a României.

## Activitatea de distribuție
Companiile de distribuție responsabile de gestionarea și modernizarea rețelelor electrice, din cadrul Grupului Enel în România sunt E-Distribuție Muntenia, E-Distribuție Dobrogea și E-Distribuție Banat. Ele operează rețele cu o lungime totală de aproximativ 128.000 de kilometri, acoperind o treime din piața locală de distribuție, astfel:
- E-Distribuție Banat administrează rețeaua din județele Timiș, Arad, Hunedoara și Caraș-Severin.
- E-Distribuție Dobrogea operează rețeaua din județele Constanța, Călărași, Tulcea și Ialomița.
- E-Distribuție Muntenia gestionează rețeaua din București și din județele Ilfov și Giurgiu.

## Enel X în România
În noiembrie 2018, în București, a avut loc lansarea oficială a Enel X pe piața mobilității electrice din România. Enel X este o nouă divizie globală a Enel, dedicată dezvoltării de produse și servicii digitale inovatoare în domeniile în care energia are cel mai mare potențial de transformare: orașe, locuințe, industrii și mobilitate electrică.
Bazată pe inovație și sustenabilitate, Enel X și-a setat ca primă misiune în România dezvoltarea unei infrastructuri de încărcare pentru vehiculele electrice, care să acopere întreaga țară. 
Planul Enel X este de a implementa în România o rețea de parteneriate cu centre comerciale, supermarketuri, restaurante și hoteluri interesate să ofere stații de încărcare clienților atașați de sustenabilitatea mediului și de noile tehnologii, dar și cu administrații locale care doresc să își încurajeze cetățenii să adopte mobilitatea electrică pentru a îmbunătăți calitatea orașelor.
În 2020, Enel X România a pus în funcțiune o rețea de 34 de puncte de încărcare în București și în zonele limitrofe.

## Sustenabilitate
Compania integrează principiile sustenabilității în fiecare aspect al afacerii, pentru a găsi în mod constant noi soluții de reducere a impactului asupra mediului, de a răspunde nevoilor comunităților locale și de a îmbunătăți siguranța angajaților și contractorilor.
În 2015, revista Fortune a clasat compania compania multinațională Enel pe locul 5 in topul Change the World - singura companie de utilități care a reușit o astfel de performanță.
Eforturile depuse de Enel în domeniul de sustenabilității au fost recunoscute prin decizia Compactului Global al ONU de a reconfirma grupul ca o companie LEAD, o recunoaștere pe care Enel a deținut-o din 2011. Compactul Global al ONU este principala inițiativă din domeniul sustenabilității corporative pentru promovarea realizării obiectivelor de sustenabilitate durabilă. În 2019, discuțiile s-au concentrat, printre alte aspecte, asupra modului în care corporațiile care lucrează cu instituțiile pieței de capital pot contribui, prin finanțare, la realizarea Obiectivelor de Dezvoltare Durabilă.
Grupul Enel a lansat primul program de obligațiuni asociate Obiectivelor de Dezvoltare Durabilă (ODD) din lume, folosind o nouă abordare a piețelor de capital care leagă performanța sustenabilă a companiei cu titlurile de valoare, extinzând astfel scala finanțărilor sustenabile și arătând deținătorilor de obligațiuni impactul investițiilor lor asupra strategiei generale a companiei.
Enel a emis și prima „Obligațiune generală asociată ODD” de pe piața europeană.
La începutul lunii septembrie 2019, compania s-a angajat să reducă emisiile sale directe de gaze cu efect de seră pe kWh cu 70% până în 2030, având anul 2017 ca punct de pornire. Angajamentul a fost stabilit în urma actualizării din aprilie 2019 a inițiativei de Ținte Science Based (SBT). Tot în septembrie, Enel a fost confirmat în indexul Dow Jones Sustainability World Index (DJSI World) pentru al 16-lea an consecutiv. Acest indice de sustenabilitate a recunoscut angajamentul Enel spre un model energetic cu emisii zero.
Planul Enel pentru îndeplinirea următoarelor patru ODD-uri pentru perioada 2019–2021:
- ODD 7 - „Energie curată și la prețuri accesibile”, cu majorarea capacității de producție din surse regenerabile cu peste 11,6 GW;
- ODD 9 - „Industrie, inovație și infrastructură”, cu peste 46,9 milioane de contoare inteligente instalate și investiții de 5,4 miliarde de euro în inovare și digitalizare;
- ODD 11 - „Orașe și comunități sustenabile”, cu investiții în segmentul de retail și noi servicii de energie cu accent pe electrificarea unor domenii de activitate, al căror obiectiv este de a ajunge, printre altele, la o capacitate însumată de 9,9 GW pentru echilibrarea rețelelor prin managementul consumului și 455.000 de puncte de încărcare pentru vehiculele electrice;
- ODD 13 - „Acțiune climatică”, cu un angajament de reducere a emisiilor de dioxid de carbon la mai puțin de 0,125 kg / kWh până în 2030 și de decarbonizare completă până în 2050.[21]

## Controverse

### Litigii
Asupra procesului de privatizare a Electrica Banat și Dobrogea din 2005 au planat suspiciuni privind neîndeplinirea obligațiilor din contractele de privatizare. Preluarea Electrica Muntenia Sud a fost, de asemenea, controversată în mass-media, fiind inclusă în dosarul penal al „privatizărilor strategice”, care a culminat, printre altele, cu șase ani de închisoare pentru ministrul economiei de atunci Codruț Șereș.
Enel s-a judecat în repetate rânduri cu statul român la Curtea Internațională de Arbitraj de la Paris, pe chestiuni legate de nerespectarea contractelor de privatizare. În vara anului 2013, Curtea a dat câștig de cauză companiei Enel în dosarul privatizării filialelor Banat și Dobrogea, obligând România să achite 1,3-1,5 milioane de euro cheltuieli de judecată. În 2017, însă, în dosarul Electrica Muntenia Sud, Curtea a dispus ca Enel să cedeze statului 401 milioane de lei (din cele 523 de milioane pretinse de stat). Compania s-a conformat. În 2016-2017, România a mai înaintat o chemare la Curtea de Arbitraj companiei Enel, pentru încasarea unor dividende care, potrivit clauzelor contractului, ar fi trebuit să fie distribuite S.A.P.E. S.A. Nu a avut câștig de cauză. În 2020, Guvernul României a finalizat încasarea de dividende speciale de la Grupul Enel. Valoarea dividendelor este conformă cu participația pe care Statul Român le are în societățile menționate: 10% din acțiunile E-Distribuție Muntenia, 24,86% din acțiunile E-Distribuție Banat, respectiv 24,9% din acțiunile E-Distribuție Dobrogea.

### Alte controverse
La jumătatea anului 2014, colaboratorii Direcției Naționale Anticorupție au dispus trimiterea în judecată a trei persoane-cheie din domeniul energetic, printre care Florin Gugu, director în cadrul Enel. Cei trei au fost acuzați de o înțelegere ilegală între Enel și statul român care ar fi prejudiciat consumatorii de energie electrică cu 2,5 milioane de euro în 2013.Dosarul a  fost achitat de Tribunalul București pe 2 iunie 2015.
În 2014, Enel anunța că se retrage din segmentul distribuției și furnizării de energie din România (și din Slovacia), pentru a-și reduce datoriile.În 2020 însă, grupul italian a renunțat la intenția de a vinde participații, fie și minoritare, la companiile pe care le deține în România. 
În 2017, ministrul energiei Toma Petcu se declara nemulțumit de calitatea rețelei electrice din țară și a dispus evaluarea situației acesteia, cât și a investițiilor pe care operatorii, inclusiv Enel, le direcționează spre operațiuni de mentenanță.